# Calonne-Ricouart
Calonne-Ricouart é uma comuna francesa na região administrativa de Altos da França, no departamento de Pas-de-Calais. Estende-se por uma área de 4,61 km². Em 2010 a comuna tinha 5 554 habitantes (densidade: 1 204,8 hab./km²).